# Eaton (Australia)
Eaton è una città situata nella regione di South West, in Australia Occidentale; essa si trova 160 chilometri a sud di Perth ed è la sede della Contea di Dardanup. Al censimento del 2006 contava 7.478 abitanti.